# 코파 아메리카 센테나리오 예선 플레이오프
코파 아메리카 센테나리오 예선 플레이오프는 코파 아메리카 센테나리오에 출전할 북중미카리브 축구 연맹의 마지막 두 팀을 선발하기 위한 대회이다. 파나마와 쿠바, 트리니다드 토바고와 아이티가 대결하여 승리한 파나마와 아이티에게 본선 출전권이 주어졌다.

## 배경
코파 아메리카 센테나리오에는 남미 축구 연맹 10개 팀과 북중미카리브 축구 연맹의 6개 팀이 출전한다. 2015년 CONCACAF 골드컵 개최 이전에 4개 팀의 출전이 결정되었다.
| 팀         | 지역                          | 진출 방식                         |
| ---------- | ----------------------------- | --------------------------------- |
| 미국       | 북아메리카 축구 연맹(NAFU)    | 자동 진출                         |
| 멕시코     | 북아메리카 축구 연맹(NAFU)    | 자동 진출                         |
| 코스타리카 | 중앙아메리카 축구 연맹(UNCAF) | 2014년 코파 센트로아메리카나 우승 |
| 자메이카   | 카리브 축구 연맹(CFU)         | 2014년 카리브컵 우승              |

남은 두 팀은 2015년 CONCACAF 골드컵 결과에 따라 다음 방식으로 뽑기로 하였다.
- 만약 위 네 팀을 제외한 팀이 CONCACAF 골드컵에서 우승할 경우, 이 우승팀은 코파 아메리카 센테나리오에 진출한다. 나머지 한 팀은 진출하지 못한 팀 중 가장 성적이 좋은 상위 두 팀간의 플레이오프로 뽑는다.
- 만약 위 네 팀 중 한 팀이 CONCACAF 골드컵에서 우승할 경우, 코파 아메리카 센테나리오에 진출하지 못한 성적이 가장 좋은 네 팀 간의 플레이오프로 두 팀을 뽑는다. 가장 성적이 좋은 팀이 네번째 팀과, 두번째로 성적이 좋은 팀이 세번째 팀과 맞붙어 각각의 승자가 진출한다.

이미 진출권을 확보한 멕시코가 2015년 CONCACAF 골드컵을 우승함에 따라 네 팀이 플레이오프에 참여하게 되었다.

## 2015년 CONCACAF 골드컵 결과
| 순위 | 팀                | 경기수 | 승 | 무 | 패 | 득 | 실 | 득실차 | 승점 | 코파 아메리카 센테나리오 진출 |
| ---- | ----------------- | ------ | -- | -- | -- | -- | -- | ------ | ---- | ----------------------------- |
| 1    | 멕시코            | 6      | 4  | 2  | 0  | 16 | 6  | +10    | 14   | 진출권 확보                   |
| 2    | 자메이카          | 6      | 4  | 1  | 1  | 8  | 6  | +2     | 13   | 진출권 확보                   |
| 3    | 파나마            | 6      | 0  | 5  | 1  | 6  | 7  | -1     | 5    | 플레이오프                    |
| 4    | 미국              | 6      | 3  | 2  | 1  | 12 | 5  | +7     | 11   | 진출권 확보                   |
| 5    | 트리니다드 토바고 | 4      | 2  | 2  | 0  | 10 | 6  | +4     | 8    | 플레이오프                    |
| 6    | 아이티            | 4      | 1  | 1  | 2  | 2  | 3  | -1     | 4    | 플레이오프                    |
| 7    | 코스타리카        | 4      | 0  | 3  | 1  | 3  | 4  | -1     | 3    | 진출권 확보                   |
| 8    | 쿠바              | 4      | 1  | 0  | 3  | 1  | 14 | -13    | 3    | 플레이오프                    |
| 9    | 엘살바도르        | 3      | 0  | 2  | 1  | 1  | 2  | -1     | 2    | 탈락                          |
| 10   | 캐나다            | 3      | 0  | 2  | 1  | 0  | 1  | -1     | 2    | 탈락                          |
| 11   | 온두라스          | 3      | 0  | 1  | 2  | 2  | 4  | -2     | 1    | 탈락                          |
| 12   | 과테말라          | 3      | 0  | 1  | 2  | 1  | 4  | -3     | 1    | 탈락                          |

## 대진
시드는 2015년 CONCACAF 골드컵의 결과를 기준으로 하여 배정되었다.
1. 파나마
2. 트리니다드 토바고
3. 아이티
4. 쿠바

플레이오프 대진표는 다음과 같다.
- 시드 2 vs 시드 3
- 시드 4 vs 시드 1

## 경기 결과
| 트리니다드 토바고 | 0 : 1 | 아이티     |
| ----------------- | ----- | ---------- |
|                   |       | 벨포트 86′ |

| 쿠바 | 0 : 4 | 파나마                                                    |
| ---- | ----- | --------------------------------------------------------- |
|      |       | 고메스 3′ · 테하다 17′ (페널티골) · 쿠퍼 52′ · 페레스 89′ |

아이티와 파나마가 코파 아메리카 센테나리오에 진출하였다.